# Mi mujer y yo
Mi mujer y yo é uma telenovela mexicana, produzida pela Televisa e exibida em 1963 pelo Telesistema Mexicano.

## Elenco
- Enrique Rambal
- Lucy Gallardo
- Luis Aragón
- Fanny Schiller